# 阿尔伯施文德
阿尔伯施文德是奥地利福拉尔贝格州布雷根茨县的一个市镇。总面积21.15平方公里，总人口3026人，人口密度143.1人/平方公里（2005年）。